# Marko Meerits
Marko Meerits (Tallinn, 26 aprile 1992) è un calciatore estone, portiere del Paide.

## Carriera

### Club
Cresciuto nelle giovanili del Flora Tallinn, ha debuttato nel 2008 in Esiliiga, seconda serie del calcio estone, nel Warrior Valga. Nella stagione successiva ritorna al Flora Tallinn, per giocare con la squadra riserve. Successivamente, nella stagione 2010 è stato promosso in prima squadra come secondo portiere.
Il 6 luglio 2011 ha firmato un contratto triennale con il Vitesse.

### Nazionale
Ha giocato nella nazionale estone Under-21.
Nel 2010 ha esordito nella nazionale maggiore.

## Palmarès

### Club

#### Competizioni nazionali
- Campionato estone: 2

Flora Tallinn: 2010, 2011
- Supercoppa d'Estonia: 1

Flora Tallinn: 2011